# Queenie Leonard
Queenie Leonard, pierw. Pearl Walker (ur. 18 lutego 1905 w Manchesterze, zm. 17 stycznia 2002 w Los Angeles) – brytyjska aktorka filmowa i dubbingowa.

## Życiorys
Queenie Leonard urodziła się jako Pearl Walker 18 lutego 1905 w Manchesterze w Anglii. Zaczęła występować na scenie ze swoim ojcem, gdy miała 14 lat. W filmie zadebiutowała w 1931 z dwudziestoletnim doświadczeniem scenicznym. Przeszła na emeryturę w 1966. Ostatni raz wystąpiła w filmie Doktor Dolittle wytwórni 20th Century Fox.
W 1936 poślubiła Lawrence’a P. Williamsa, małżeństwo wzięło rozwód w 1947. W 1958 ponownie wyszła za mąż, tym razem za Toma Conwaya.
Zmarła w Los Angeles, została pochowana na tamtejszym Westwood Village Memorial Park Cemetery.

## Filmografia
- 1931: Who Killed Doc Robin? – Amy Anderson
- 1934: Romance in Rhythm – Skye Gunderson
- 1936: Skylarks – Maggie Hicks
- 1937: Sonata księżycowa – Margit, siostrzenica Bromana
- 1937: The Show Goes On – Lilith Henderson
- 1938: Pest Pilot – Lady April
- 1941: Ladies in Retirement – siostra Agatha
- 1941: Potwierdź albo zaprzecz – Daisy
- 1942: Eagle Squadron – Bridget, blondynka z Lancashire
- 1942: This Above All – Violet Worthing
- 1945: Nazywam się Julia Ross – Alice
- 1945: A potem nie było już nikogo – Ethel Rogers
- 1948: Hills of Home – pani MacFadyen
- 1951: Lorna Doone – Gweeny
- 1951: Thunder on the Hill – pani Smithson
- 1952: Million Dollar Mermaid – matka Johna
- 1953: The Pepsi-Cola Playhouse
- 1955: Królewski złodziej – żona aptekarza
- 1956: 23 kroki do Baker Street – panna Schuyler
- 1964: My Fair Lady – obserwator
- 1962: Urocza gospodyni
- 1964: Mary Poppins – pani w banku[2]
- 1967: Doktor Dolittle

## Dubbing
- 1951: Alicja w Krainie Czarów –
  - Ptaszek,
  - Kwiat[2]
- 1961: 101 dalmatyńczyków – jedna z krów